# Serghei Belous
Serghei Belous (ur. 21 listopada 1971 w Tyraspolu) – mołdawski piłkarz występujący na pozycji pomocnika.

## Kariera klubowa
Belous karierę rozpoczynał w 1988 roku w Tekstilșciku Tiraspol, grającym w trzeciej lidze ZSRR. W 1990 roku przeszedł do pierwszoligowego Dynama Moskwa. Nie rozegrał tam jednak żadnego spotkania i w 1991 roku odszedł do drugoligowego Dinama Suchumi. Spędził tam sezon 1991, a potem przeszedł do rosyjskiego Giekrisu Noworosyjsk,
grającego w drugiej lidze.
Na początku 1993 roku Belous został zawodnikiem mołdawskiego Tiligulu Tyraspol. Do 2002 roku pięć razy wywalczył z nim wicemistrzostwo Mołdawii (1993, 1994,
1995, 1996, 1998), a także trzy razy wygrał Puchar Mołdawii (1993, 1994, 1995). W 2002 roku odszedł do Agro Kiszyniów, gdzie występował w sezonie 2002/2003. Następnie grał w Sheriffie Tyraspol, a także w FC Tiraspol. W 2005 roku zakończył karierę.

## Kariera reprezentacyjna
W reprezentacji Mołdawii Belous zadebiutował 16 kwietnia 1994 w zremisowanym 1:1 towarzyskim meczu ze Stanami Zjednoczonymi, a 12 października 1994 w wygranym 3:2 pojedynku eliminacji Mistrzostw Europy 1996 z Walią strzelił swojego jedynego gola w kadrze. W latach 1994–1999 w drużynie narodowej rozegrał 26 spotkań.